# Мизін Борис Васильович
Борис Васильович Мизін (24 вересня 1917, Катеринослав — 1993) — український скульптор; член Спілки радянських художників України з 1958 року.

## Біографія
Народився 24 вересня 1917 року у місті Катеринославі (нині Дніпро, Україна). Брав участь у німецько-радянській війні. Нагороджений орденом Вітчизняної війни II ступеня (6 квітня 1985). 1950 року закінчив Київський художній інститут, де навчався у Макса Гельмана. Був членом КПРС.
Мешкав у Полтаві в будинку на Першотравневому проспекті, № 20. Помер у 1993 році.

## Творчість
Працював у галузі станкової та монументально-декоративної скульптури. Серед робіт:

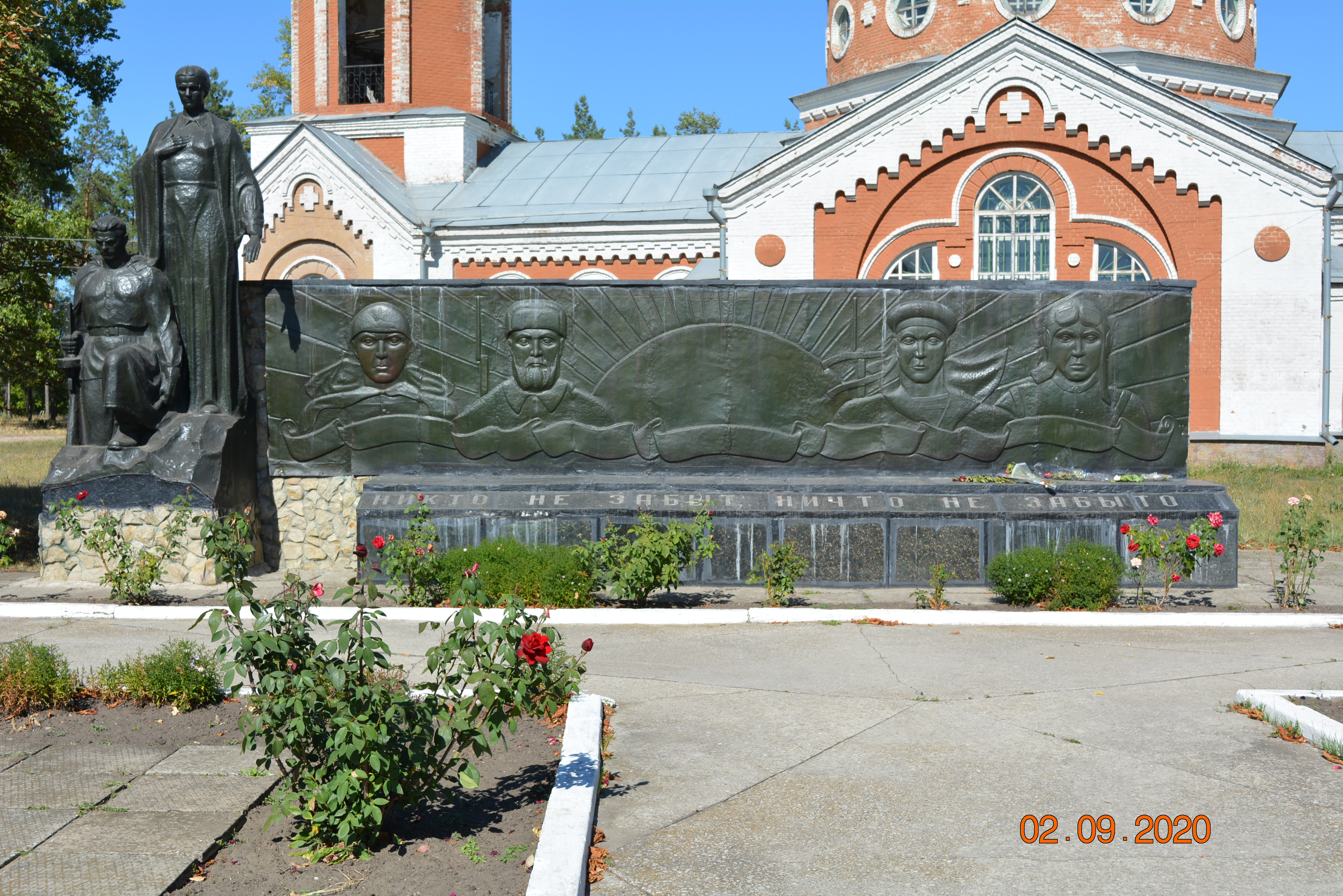
Братська могила радянських воїнів та пам'ятний знак на честь воїнів-односельців у селі Риб'янцевому.

- портрет учасника повстання на броненосці «Потьомкін» (1957);
- «Укочування асфальту» (1960);
- декоративна скульптура на фасаді критого ринку у Луганську (1960);
- меморіальні пам'ятники воїнам Червоної армії, загиблим у роки німецько-радянської війни в селах Боково-Платовому та Риб'янцевому, містах Луганську й Кремінній (1963—1966).

Брав участь у республіканських виставках з 1957 року.